# Années 1970 en mode

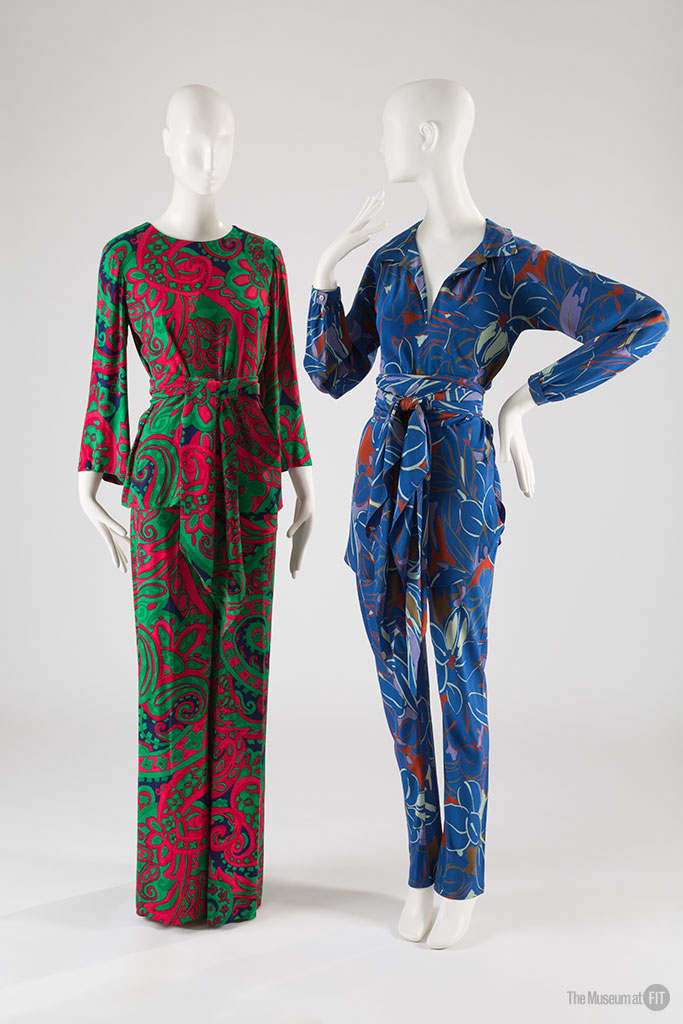
Ensembles-pyjamas d'Yves Saint Laurent (rouge et vert, à gauche, vers 1970) et Halston (bleu, à droite, 1976).

Les années 1970 voient de profonds changements dans la mode par rapport à la décennie passée. Alors que Londres insufflait les tendances de la mode des années 1960, New York et les États-Unis deviennent le centre de la mode. Globalement, deux courants dominent le monde occidental : les vêtements fantaisie représentant une mode permissive et les tenues faciles à porter, dans la lignée du prêt-à-porter. Les vêtements unisexes se répandent avec, en premier lieu, le jeans. Plusieurs styles marqués et anti-conformistes se succèdent en quelques années, tels ceux issus du mouvement hippie, du punk, du glam-rock ou du disco. Des créateurs de mode sont au premier plan comme le français Yves Saint Laurent ou l'américain Halston.

## Historique

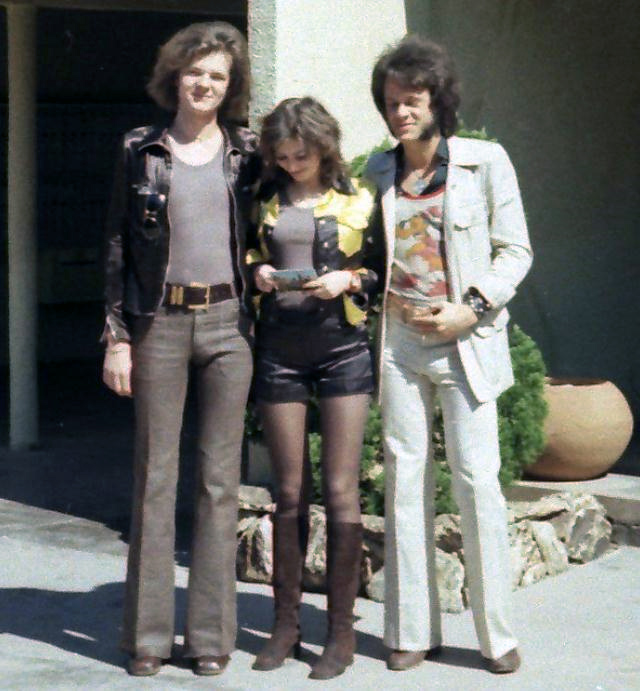
En 1971, hotpants et pantalons serrés à la taille sont populaires.

Dès l'été 1970, la mini-jupe est passée de mode : la jupe revient, soit mi-longue s'arrêtant aux mollets, soit sous forme de maxi-jupe. La ligne féminine est alors plus longiligne et moins rigide, la mode doit être « pratique » et « passe-partout », le pantalon est courant,,, et le tailleur-pantalon fréquent. Le Hot pants, short extrêmement court, tente de s'imposer mais se voit finalement réservé à quelques audacieuses. Le jeans, de styles variés mais souvent unisexes, touche toutes les générations même s'il est alors plutôt réservé aux jeunes. Les chaussures à plateforme, empêchant les jupes longues et pantalon à pattes d'éléphant de toucher le sol, est un symbole de l'époque. Si, jusque là, la mode homme est relativement uniforme, elle se colore, se diversifie et gagne en fantaisie durant ces années, perdant sa virilité : le vert, le orange ou le grenat deviennent des teintes masculines ; le sous-pull est très présent dans le vestiaire ; les cols des chemises sont pointus et les cravates larges, lorsqu'elles ne sont pas remplacées par un foulard,.
Le festival de Woodstock d'août 1969 et le festival d'Altamont marquent l'apogée avant le déclin prochain du mouvement hippie ; mais ses influences vestimentaires sont ancrées. Les tendances sont colorées, fantaisies, folkloriques et parfois exubérantes. L'Asie reste source d'inspirations et de détournement même si finalement, le métissage culturel de toutes origines est omniprésent. Les hippies remettent au gout du jour un travail artisanal du vêtement en autoproduction, avec le tricot, crochet ou des ornementations faites maison, chargés d'inspirations exotiques. Les vestes afghanes, tuniques aux manches évasées, jupes très longues, foulards, motifs abstraits ou incrustation de perles sont habituels, sans qu'une réelle mode soit définie,, car trop Adlib : les hippies « inventent une esthétique vestimentaire ». Tout ceci, réinterprété par les stylistes et les enseignes commerciales, va se retrouver dans certaines collections parfois appelées « hippie chic »,. Mais ce penchant s'épuise presque définitivement dès le milieu de la décennie.
Les mannequins ont abandonné la fausse candeur qui les caractérisait lors des années 1960. Leur image est plus sophistiquée et tous montrent une santé acquise par l'exercice physique. Jean Muir (en) ou Ossie Clark (en), déjà tous deux sur le devant de la scène lors de la décennie précédente, présentent des collections remarquées. Mais l'influence des stylistes tend à baisser, la mode apparait comme plus permissive et plus individualiste. Didier Grumbach développe le concept de « créateur de mode » pour toute une nouvelle génération de stylistes et fonde son entreprise « Créateurs & Industriels » avec Andrée Putman : parmi cette « génération », il y a tout d'abord Jean-Charles de Castelbajac, Emmanuelle Khanh, Christiane Bailly, Adeline André ou encore le japonais Issey Miyake qui lance sa marque en 1971 et dont les collections sont présentées à New York puis à Paris deux ans plus tard. « Oubliez les règles ; c'est vous qui les faites et qui les défaites » écrit le Vogue anglais. Ce non-conformisme met à mal les tailleurs anglais de Savile Row ; seul Tommy Nutter, cassant les codes conventionnels, tire son épingle du jeu. Durant les années 1970, la capitale de la mode bascule de Londres vers New York, Manhattan même. Les Italiens sont également actifs, surtout pour leur industrie de la mode dynamique à Rome, Florence et surtout Milan. La maille italienne, symbolisée par le succès constant de Missoni ces années là, est florissante,.
Beatrix Miller devient rédactrice en chef du British Vogue en 1964. Pendant sa carrière à ce poste, elle ne cesse de pousser de jeunes créateurs de son pays, souvent issus du Royal College of Art, tel Bill Gibb (en), un styliste habitué au mélange de techniques et nommé « styliste de l'année » par Vogue en 1970, ou Zandra Rhodes qui a débuté quelques années auparavant,. Halston, avec ses créations minimalistes, classiques et confortables, possède une clientèle prestigieuse de Liza Minnelli à Jacqueline Onassis, Bianca Jagger ou Marisa Berenson. Calvin Klein, avec beaucoup de matières naturelles, ou Geoffrey Beene développent leur prêt-à-porter américain, élégant et pratique. Ralph Lauren commercialise pour la première fois ses chemises pour femmes avec le logo du joueur de polo. De son côté, Rudi Gernreich développe une mode unisexe, tout comme Jacques Esterel dès 1970 avec entre autres des ensembles pantalon ou la robe pour homme : il déclare être contre toute  « ségrégation du sexe ». La publicité prend alors l'habitude de présenter simultanément hommes et femmes habillés de la même façon. Par cette standardisation unisexe, le vêtement perd sa connotation érotique et le marché de la lingerie féminine en souffre.
La crise pétrolière de 1973 annonce la fin des Trente Glorieuses. Inflation, récession et crise économique font remonter des idées rétro, utilisant les années d'avant-guerre (dont le costume trois-pièces) ou des costumes professionnels comme le cow-boy ou la fermière. Les vêtements de seconde main ou les boutiques d'occasion sont exploités. Vers le milieu de la décennie, la mode devient encore plus ample, les vêtements sont volumineux ; en 1977, le Vogue britannique écrit à ses lectrices : « Pensez large. Prenez vos aises. Apprenez à bouger dans vos vêtements comme dans des mobile homes ».
Durant cette période, la mode collabore régulièrement avec la musique : Ossie Clark habille Mick Jagger ou Marianne Faithfull. Antony Price (en) est attitré à Bryan Ferry, Twiggy la star du Swinging London est photographiée par Justin de Villeneuve (en) avec David Bowie. L'image est utilisée pour l'album Pin Ups. Le glam-rock popularise un style androgyne et ambigu. En parallèle, issus du punk et du glam-rock, apparaissent les Nouveaux Romantiques à la fin de la décennie.
À partir de 1975, la mode punk se répand rapidement à base de t-shirts déchirés et autres excentricités, y compris en dehors de l'Angleterre. Destinée à choquer, plusieurs stylistes vont surfer sur ce mouvement de révoltés, pourtant anti-mode « injure au conformisme ». Vivienne Westwood avec Malcolm McLaren tiennent une boutique sur King's Road qui change plusieurs fois de nom ; Zandra Rhodes utilise les symboles, que sont les épingles à nourrice, fermetures Éclair ou les chaines, pour ses robes. En 1977, le punk, repris caricaturalement, est partout dans la mode, qu'elle dynamise. Même l’élitiste Vogue publie des articles sur cette tendance.
Vers la fin de la décennie, le corps revient sur le devant. Il doit être svelte et musclé. Les premiers clubs de remise en forme apparaissent. Les vêtements profitent de toutes sortes de matières extensibles comme le Lycra. Les tenues amples sont mises au rebut : « taille marquée, jambes effilés » sont les critères. Issue de la tenue fonctionnelle, les fabricants diffusent en parallèle une mode sportswear pour la rue. Des salles de sport, ces tenues (en) passent aux boites de nuit, vers la mode disco puis aux années 1980.

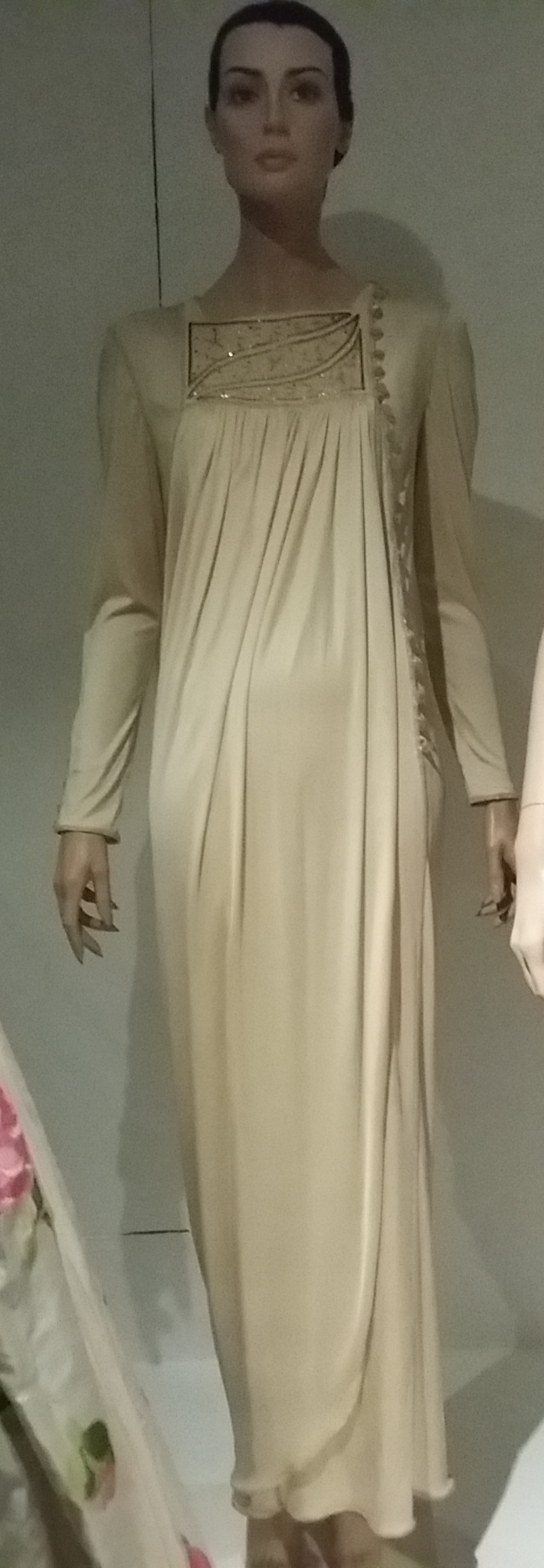
Robe en jersey de soie de Bill Gibb, fin des années 1970.

### Le cas de la haute couture
Au tournant des années 1960 en France, la haute couture, alors considérée comme anachronique et mal adaptée aux demandes, est au plus mal : nombre de maisons ferment,,. Yves Saint Laurent présente sa collection « Quarante » en 1971 ; inspirée de la mode sous l'Occupation qu'il va exagérer, elle fait grand bruit et les critiquent pleuvent. Choqué par celles-ci, il décide de se recentrer sur son prêt-à-porter luxueux, rive gauche tout en conservant ses ateliers de haute couture : « Je refuse d'imposer à des dames qui n'en veulent pas […] des vêtements qui les traumatisent » dit-il. Son smoking, apparu fin 1966, est toujours d'actualité. Paloma Picasso devient sa muse. Avec ses évolutions, ses prises de positions, ses créations parfois extravagantes, et sa recherche d'idées nouvelles, le couturier, toujours sur le devant de la scène, semble alors le dernier représentant d'une certaine mode française ; il conserve, année après année, le large soutient de la presse. Dans la première moitié des années 1970, la haute couture n'influence plus la « rue » et la clientèle se réduit drastiquement. Au delà de l'image désuète de cette activité élitiste, elle ne fournit plus assez de d’innovations face à la nouvelle génération de créateurs. En 1976, la collection d'Yves Saint Laurent « Opéra-Ballets russes » marque un tournant dans ce déclin : riche d'ornements, de broderies et des textiles luxueux, elle est vécu comme un retour de l’opulence et de la créativité dans la haute couture.
Entre-temps, Courrèges, avec sa ligne bis « Couture Future » de prêt-à-porter luxueux, explose dès le début de la décennie. Le couturier mélange dans ses défilés sa haute couture, son prêt-à-porter et sa maille. La ligne Miss Dior elle aussi se développe nettement. En 1973, la Chambre syndicale de la couture parisienne est intégrée dans la Fédération française de la couture, du prêt-à-porter des couturiers et des créateurs de mode. Tout au long de la décennie, Pierre Cardin perpétue sa recherche de lignes différentes et d'usage de matières variées.

## Chronologie sélective

### 1970
- Kenzo Takada ouvre sa boutique-atelier « Jungle JAP » galerie Vivienne et y présente son premier défilé[49].
- En octobre, Paul Smith ouvre sa première boutique à Nottingham sa ville natale.

### 1971
- Mort de Coco Chanel.
- Mainbocher ferme sa maison

### 1972
- Collection vériée et éclectique de Dorothée Bis.
- WWD nomme Sonia Rykiel « reine mondiale du tricot »[12].
- Commercialisation du parfum « YSL pour homme ».

### 1973
- Neiman Marcus décrit le jeans comme « la plus grande contribution américaine à la mode mondiale »[50].
- Première collection de Thierry Mugler.
- « Salzbourg », collection remarquée d'Emilio Pucci.
- Calvin Klein est récompensé d'un premier Coty Award (en).
- Diane von Furstenberg crée ses premières robes portefeuilles qui feront son succès.
- Première collection d'Élisabeth de Senneville.

### 1974
- Première collection « prêt-à-porter homme » de Giorgio Armani.
- Vivienne Westwood renomme Sex sa boutique londonienne consacrée au rock[17].

### 1975
- Premier grand salon international du prêt-à-porter, à Milan.
- Dernier numéro de Nova.
- Fermeture de la boutique Biba.
- Première boutique pour agnès b.
- Peter Beard photographie Iman pour la première fois.
- Chantal Thomass lance sa marque.
- Première collection à Paris pour Hanae Mori. Deux ans après elle intègre la haute couture.

### 1976
- Comme des Garçons ouvre sa première boutique, à Tokyo.

### 1977
- Ouverture en avril du Studio 54 à Broadway.
- Diane Keaton est habillée par Ralph Lauren dans le film Annie Hall.

### 1978
- Dix ans après la fondation de son entreprise, Calvin Klein lance sa première ligne pour hommes.
- Thierry Mugler ouvre sa première boutique à Paris.
- Norma Kamali ouvre sa première boutique à New York.

### 1979
- Création de la marque Claude Montana ; le succès est immédiat.
- Daniel Hechter est nommé aux Oscars de la Mode aux États-Unis.